# Extrême gauche historique
L’Extrême gauche historique (Estrema sinistra storica en italien) ou encore Extrême radical ou simplement Extrême-gauche est un mouvement politique italien post-risorgimental qualifié d'historique pour la distinguer des partis et des mouvements de masse qui se sont affirmés au cours du XXe siècle. Son nom est une analogie avec la Gauche historique et la Droite historique.
Dirigé successivement par Agostino Bertani, Felice Cavallotti et Ettore Sacchi, son existence s'étend du 26 mai 1877 au 27 mai 1904.

## Personnalités principales
- Agostino Bertani
- Scipione Borghese
- Felice Cavallotti
- Andrea Costa
- Enrico Ferri
- Giuseppe Marcora
- Ernesto Nathan
- Francesco Saverio Nitti
- Matteo Renato Imbriani

## Résultats électoraux
| Année | Pourcentages obtenus | Sièges   | Dirigeant         |
| ----- | -------------------- | -------- | ----------------- |
| 1876  | 1,5%                 | 8 / 508  | Agostino Bertani  |
| 1880  | 1,7%                 | 9 / 508  | Agostino Bertani  |
| 1882  | 8,6%                 | 44 / 508 | Agostino Bertani  |
| 1886  | 5,2%                 | 45 / 508 | Felice Cavallotti |
| 1890  | 6,9%                 | 42 / 508 | Felice Cavallotti |
| 1892  | 11%                  | 56 / 508 | Felice Cavallotti |
| 1895  | 18,5%                | 62 / 508 | Felice Cavallotti |
| 1897  | 16,2%                | 82 / 508 | Felice Cavallotti |
| 1900  | 26,3%                | 96 / 508 | Ettore Sacchi     |

### Élections politiques de 1876

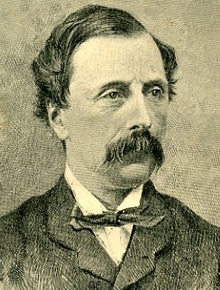
Agostino Bertani.

Aux élections générales italiennes de 1876, la Gauche historique remporte les élections devançant la Droite historique et l'Extrême gauche, qui elle n'obtient que 5 374 voix (soit 1,5 %) et 8 sièges de députés.

### Élections politiques de 1880
L'Extrême gauche, toujours menée par Agostino Bertani, obtient environ 6 090 voix (soit 1,7 %) pour 9 sièges de députés.

### Élections politiques de 1886

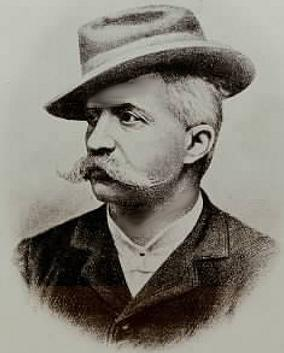
Felice Cavallotti.

### Élections politiques de 1895
Aux élections générales italiennes de 1895, l'Extrême gauche historique, menée par Felice Cavallotti, obtient 11,68 % des voix et 47 sièges et forme une coalition d'extrême gauche radicale avec le Parti socialiste italien, qui lui a obtenu 6,77 % et 15 sièges. Au total, ce sont donc 62 députés qui sont présents à la Chambre des députés sous l'étiquette d'Extrême gauche :
- Extrême gauche de Felice Cavallotti : 47  /  508
- Parti socialiste italien : 15  /  508

### Élections politiques de 1897
Aux élections générales italiennes de 1897, une coalition réunie l'Extrême gauche de Felice Cavallotti, le Parti socialiste italien de Filippo Turati et le Parti républicain italien de Giovanni Bovio. Au total, ils obtiennent 82 sièges de députés :
- Extrême gauche de Felice Cavallotti : 42  /  508
- Parti républicain italien : 25  /  508
- Parti socialiste italien : 15  /  508

### Élections politiques de 1900
Aux élections générales italiennes de 1900, l'Extrême gauche historique est cette fois-ci menée par Ettore Sacchi. Bien qu'obtenant un siège de plus que le Parti socialiste italien, celui-ci se hisse pour la première fois devant lui en pourcentage de voix en reléguant l'Extrême gauche à la quatrième position. Au total, la coalition d'extrême gauche obtiendra cependant 96 sièges de députés :
- Extrême gauche d'Ettore Sacchi : 34  /  508
- Parti socialiste italien : 33  /  508
- Parti républicain italien : 29  /  508